# Villanueva de la Reina (ort)
Villanueva de la Reina är en ort i Spanien.   Den ligger i provinsen Provincia de Jaén och regionen Andalusien, i den centrala delen av landet, 270 km söder om huvudstaden Madrid. Villanueva de la Reina ligger 223 meter över havet och antalet invånare är 3 373.
Terrängen runt Villanueva de la Reina är huvudsakligen platt. Villanueva de la Reina ligger nere i en dal. Runt Villanueva de la Reina är det ganska tätbefolkat, med 155 invånare per kvadratkilometer. Närmaste större samhälle är Andújar, 12,4 km väster om Villanueva de la Reina. Trakten runt Villanueva de la Reina består till största delen av jordbruksmark.